# ピエトロ・バドリオ
ピエトロ・バドリオ（Pietro Badoglio, duca di Addis Abeba、1871年9月28日 - 1956年11月1日）は、イタリアの軍人、政治家、貴族。イタリア王国首相（在任：1943年7月25日 - 1944年6月10日）。初代サボティーノ侯爵、初代アディスアベバ公爵。姓はバドーリオ、バドリョ、バドーリョとも表記する。

## 生涯
ピエモンテ地方の町グラッツァーノ・モンフェッラートに生まれる（アレクサンドリアで誕生、という資料もある）。イタリア軍に入隊の後、トリノの士官学校を卒業。1889年から始まった第一次エチオピア戦争には青年将校の1人として従軍。1896年3月1日のアドワの戦いでは、撤退する友軍の掩護に活躍。司令官であったオレステ・バラティエリが政府から敗北の責を押し付けられ失脚する中、掩護の活躍が認められ少佐に昇進した。
1914年からの第一次世界大戦では歩兵師団の参謀長や軍団長などを歴任。1916年には少将に昇進した。オーストリア・ハンガリー帝国との休戦条約交渉ではイタリア全権大使として派遣された。
1919年、陸軍参謀長に就任。1922年ベニート・ムッソリーニのローマ進軍に反発する発言を行うなどファシスト政権に対立する姿勢を見せた為、軍を追放されブラジル大使に左遷された時期を除き、1928年までその地位にあった。その間の1925年には国防参謀長に就任。1926年に元帥に昇進。1928年にはイタリア国王よりサボティーノ侯爵に叙される。
1928年から1933年までリビア総督。1935年から始まった第二次エチオピア戦争では当初この戦争には関わっていなかったが、11月に入り慎重策をムッソリーニから批判されていたエミーリオ・デ・ボーノ将軍の目付け役とも言うべき高等弁務官として参加、デ・ボーノが罷免されると後任の司令官となった。バドリオは各軍に強行軍での進撃を命じ、頑強な抵抗を見せる地域には毒ガス散布や焼夷弾爆撃を行ってムッソリーニの要望に応えての早期征服を実現した。
1936年5月5日にバドリオがアディスアベバに入城。ムッソリーニがエチオピア併合を宣言して戦争が終わると、イタリア領東アフリカ帝国の副王、次いでアディスアベバ公爵位を国王ヴィットーリオ・エマヌエーレ3世から賜る。その後、第二次世界大戦参戦前まで再び国防参謀長として登用されたが、大戦前にイタリア王国軍の戦力不足を指摘して参戦に反対し、全ての職を辞して隠遁生活を送った。
ナチス・ドイツの電撃戦による破竹の勝利を見て第二次世界大戦への参戦を決意したムッソリーニに対し、バドリオは「それは自殺だ」と反対の意向を示したとされる。しかしその一方、ガレアッツォ・チャーノ外相の日記には、開戦に向けての会議でバドリオは「嬉しそうな顔をし、戦争開始の用意がある事を示した」と記されている。またジャコモ・カルボーニ将軍が参戦阻止の為に軍事情報局長職の辞任をバドリオに語ったところ、呆れた顔をして「何もする事は無いんだ。御分かりか？ムッソリーニは多分正しいに違いない。ドイツは確かに強い。あいつらが速やかに戦勝を博してくれるだろう」と言う証言もあり、参戦についての態度は一貫してないとする見方もある。ただ、バドリオ自身や前述のカルボーニのように、参戦には慎重であるべき、という見解が軍上層部の主流だったことは確かである。
その後、戦局が枢軸側にとって劣勢になるにつれ、当初から参戦には慎重だった軍内部において、ムッソリーニの求心力は著しく低下していく。バドリオも「一切の失敗はドゥーチェの指導体制の所為だ。彼は実際の作戦指揮の経験は無い。我々に任すべきなのだ」と延べ、ムッソリーニを痛烈に批判している。
1943年に入り、北アフリカ撤退、連合軍のシチリア侵攻が始まりイタリア敗戦は決定的となった。7月24日、5年ぶりにファシズム大評議会がヴェネツィアで開かれ、古参ファシストの初代モルダーノ伯ディーノ・グランディが提出した「統帥権の国王への返還」の動議が過半数の賛成を得て成立（グランディ決議）。ムッソリーニは7月25日、国王ヴィットーリオ・エマヌエーレ3世にその旨報告したその場で身柄を拘束された。ムッソリーニの失脚により、バドリオは国王から首相に任命された。
7月26日、バドリオはイタリア全土に戒厳令（警察、民兵の指揮権を軍に集中、夜間消灯、集会の禁止など）を敷いた。
バドリオは就任演説で「戦争は依然続く」と述べながらも、国王の意向を受け連合国側と秘密裏の休戦交渉を開始していた。一方、アドルフ・ヒトラーもバドリオの寝返りを警戒し、ブレンナー峠にドイツ軍を集結させ進駐の準備を進めていた。バドリオはファシスト党の解散を命令し、リスボンやマドリードのイギリス大使館を交渉窓口として折衝を重ねた。アメリカ代表コーデル・ハルらの強硬意見に難渋しつつも1943年9月3日に秘密休戦協定が結ばれ、ローマは無防備地域とされることになった。
ところが9月8日、連合軍総司令官ドワイト・アイゼンハワーがイタリア側の了承なしにイタリアの無条件降伏を発表。ドイツは直ちに軍を進めて首都ローマに迫り、国王一家とバドリオ政権の閣僚らは慌てて南部のブリンディジに逃走した。9月10日、ローマはドイツ軍に占領され、9月12日、幽閉されていたムッソリーニがグラン・サッソ襲撃でドイツ軍に奪還され、ドイツの後ろ盾の下で、イタリア北中部にファシスト党の強硬派を中心としたイタリア社会共和国（RSI）が樹立される。10月13日、バドリオは日独伊三国同盟を破棄しドイツに宣戦布告した。軍の半数近い兵力が枢軸側での継戦を訴えるムッソリーニに呼応してRSI軍に参加した為、イタリアは南北に分断された形となり内戦状態に突入した。
内戦中に内閣改造を何度か行った後の1944年6月9日、ウンベルト2世は再びバドリオに組閣を命じたが入閣する顔ぶれが揃わなかった。
連合軍によるローマ占領に呼応してローマに帰還するも、ドイツ軍にまともに抵抗もせず、夜逃げ同然に首都を放棄したことで国民の支持を失っていたことも原因の一つとなっていた。
このためイヴァノエ・ボノーミに首相の座を譲り、公職から身を引き、表舞台から姿を消した。1956年11月、故郷のグラッツァーノ・モンフェッラートで喘息発作により85歳の生涯を閉じた。

## 家族
バドリオは1904年にソフィア・ヴァラニア(Sofia Valania)と結婚し、三男一女をもうけた。彼の孫ピエトロ(1939年–1992年)は二代目アディスアベバ公爵の爵位を継承し、ベトナムの元皇帝バオ・ダイの娘と結婚。彼の長男フラヴィオ(1973年生まれ)が現在三代目アディスアベバ公爵を名乗っている。

## 逸話
- ムッソリーニ失脚直後、第二次大戦中の枢軸国においてバドリオは「裏切り者」として映ったため、転じて裏切り者や敗北主義者のことを「バドリオ」ということがあった。
- バドリオが第二次エチオピア戦争中に行った毒ガス攻撃や無差別爆撃は戦争犯罪に当たるとして、対エチオピア戦に限ればバドリオは戦争犯罪人であるという意見がある。
- ファシスト政権を擁護する著書を発表したニコラス・ファレル（英語版）によると、毒ガスの使用はエチオピア側の戦争犯罪に対する報復であると主張している。[4][5]